# Ren Yi
Ren Yi ou Jên I, appelé aussi Ren Bonian ou Jên Po-Nien, né en 1840 et mort en 1896, est un peintre chinois du XIXe siècle. Il est originaire de Shanyin, province du Zhejiang.

## Biographie
Ren Yi est un peintre de figures, d'animaux, de paysages, de natures mortes, de fleurs et fruits. C'est l'un des «quatre Ren» avec Ren Xiong, Ren Xun, Ren Yu. Avec ses frères Ren Xiong et Ren Xun, il maintient en vigueur la tradition lettrée jusqu'à la fin du XIXe siècle. Il est connu pour ses peintures de fleurs et d'oiseaux à la manière des maîtres Song et de Chen Hongshou en particulier. Certaines de ses œuvres sont conservées au Musée du Palais de Pékin.

## L'École de Shanghai (1840-1920)
Quand les portes closes de la dynastie des Qing sont forcées par les puissances occidentales à l'issue des guerres de l'Opium au XIXe siècle, Shanghai devient un port commercial ouvert. À mesure que se développe l'économie de la ville, les marchands, les propriétaires fonciers ruinés et les paysans s'y précipitent en masse, augmentant sa population de manière considérable. Du choc entre les anciennes traditions et ces forces nouvelles, émerge un nouveau style de peinture. Les œuvres de l'École de Shanghai correspondent au goût des citadins. En dépit de leurs antécédents différents, ces artistes sont tous confrontés à un marché de l'art en mutation. Le goût oisif et raffiné des lettrés décline, remplacé par une demande de nouveauté et d'innovation. Les thèmes peuvent rester les mêmes, mais la façon dont ils sont traités diffère.
Pour la plupart, les peintures de personnages de l'École de Shanghai racontent des histoires d'immortels et de personnages historiques familières aux gens du commun, plutôt que de se fonder sur des allusions surtout comprises des lettrés. Quant aux peintures d'oiseaux-et-fleurs, elles sont exécutées dans un style qui combine l'esquisse libre et le style méticuleux. Les couleurs sont toujours lumineuses, les images vivantes. Parmi les artistes les plus célèbres de l'École de Shanghai, on compte, outre Ren Yi  [Ren Bonian], les peintres Xugu (1824-1896), Qian Hui'an (1833-1911),  Wu Jiayou, Ren Xiong (1820-1857), Ren Xun et Ren Yu.

## Les quatre Ren
Les quatre Ren (Ren Xiong, Ren Xun, Ren Yu et Ren Yi sont eux aussi très actifs à Shanghai. Ren Yi, aussi connu sous le nom de Ren Bonian, est le fils d'un portraitiste d'une certaine notoriété. Dès son jeune âge, Ren Yi se distingue par son exceptionnelle capacité à mémoriser les visages. Un jour, alors qu'il n'a que dix ans, un ami vient rendre visite à son père, absent à ce moment-là. À son retour, le père demande au jeune Ren le nom de son visiteur. L'enfant, qui a omis de le demander, fait un dessin, grâce auquel le père reconnait son visiteur immédiatement. Dans sa jeunesse, Ren sert comme porte-drapeau dans l'armée paysanne du Royaume Céleste des Taiping. Puis il se rend à Shanghai et Suzhou, et apprend à peindre auprès de Ren Xun. Il finit par s'installer définitivement à Shanghai où il vit de la vente de ses peintures.

## Style et technique
Ren Yi excelle dans la technique du portrait, la peinture de personnages et d'oiseaux-et-fleurs. Ses peintures de personnages tendent à être narratives et sont fondées sur des anecdotes historiques ou populaires. Les figures très vivantes, sont exécutées avec des lignes fluides. Ses peintures d'oiseaux-et-fleurs sont réputées pour leurs superbes couleurs et leurs formes exquises. Ses œuvres représentent en général des thèmes simples, populaires, dans des compositions pleines de vie et de beaux coloris. Elles ont la faveur des citadins: Ren Yi est l'artiste de l'École de Shanghai qui vend le plus de peintures, et il laisse derrière lui des milliers d'œuvres.

## Portrait d'un crève-la-faim

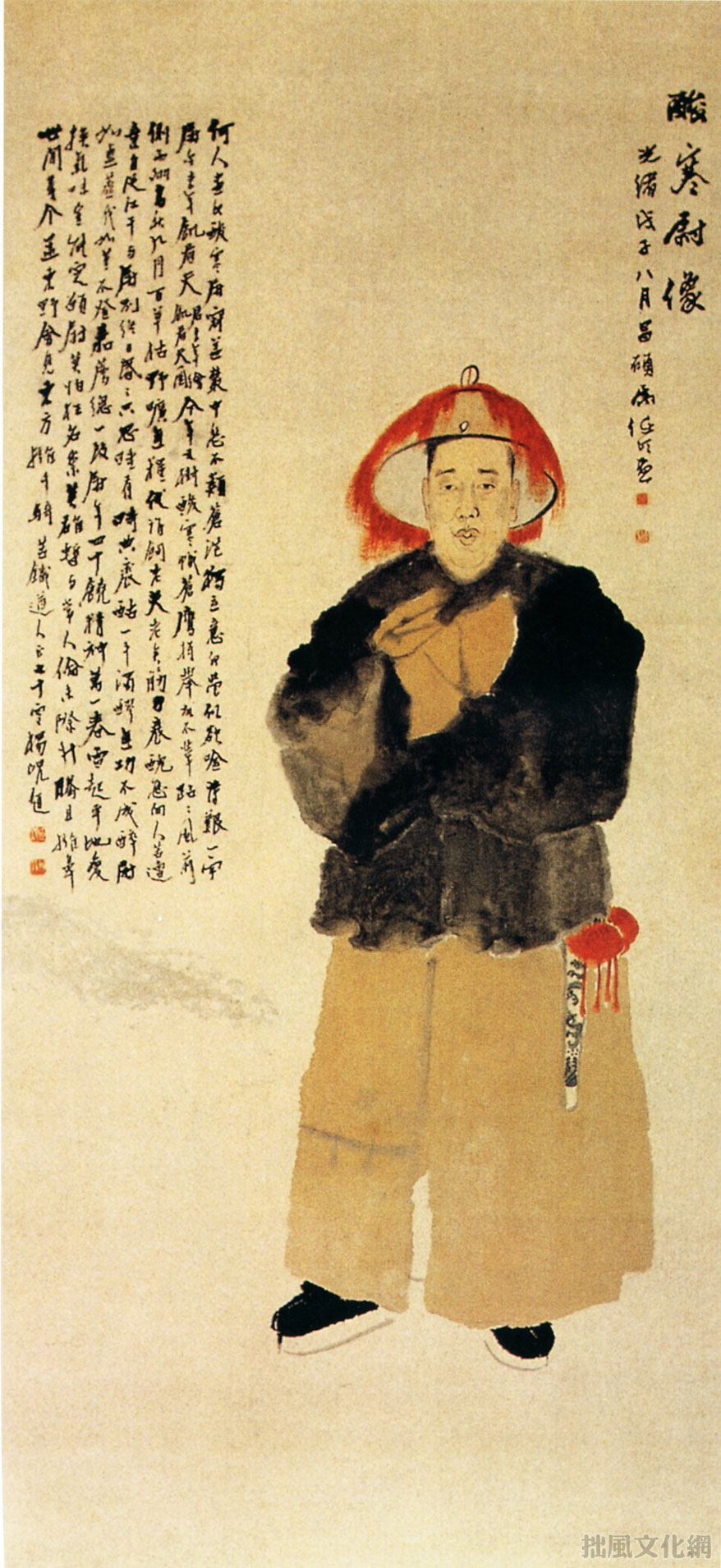
Portrait d'un crève-la-faim par Ren Yi.

Cette peinture représente un célèbre peintre de fleurs, Wu Changshuo, contemporain de Ren Yi. Wu est un fonctionnaire subalterne qui touche un maigre salaire avant de se mettre à la peinture, et le portrait montre la sympathie de l'artiste à l'égard de la situation de son ami. Les traits du visage sont rehaussés à la ligne fine et les vêtements avec des aplats de couleur, formant un contraste qui rend le portrait remarquablement ressemblant tant dans son apparence que dans son esprit. Un autre de ses tableaux, Faisans et dahlia est représentatif des peintures d'oiseaux-et-fleurs de Ren Yi. Employant une technique dans laquelle la couleur et l'encre sont appliquées séparément, Ren sait rendre l'épaisseur et la douceur du plumage des oiseaux. Son travail au pinceau est naturel et libre.

## Musées
- Beijing (Mus. du palais impérial):
  - Faisans et dahlia, Rouleau mural, encre et couleur sur papier.